# 八仙飯店之人肉饅頭
『八仙飯店之人肉饅頭』（はっせんはんてんのじんにくまんじゅう、原題：八仙飯店之人肉叉焼包、英題：The untold story）は1993年の香港映画。実際にマカオで起きた事件をモチーフにしている。
作品内容が映倫規定に抵触（後述）しているため、日本では劇場公開されず、1994年の東京国際ファンタスティック映画祭等で非映画コンテンツとして限定的に上映され、ビデオ・DVDの日本語版として発売された。日本での配給元はアルバトロス・フィルムである。日本では長らく劇場での公開を見送られてきたが、2015年8月に90年代の香港バイオレンス映画を集めた特集上映「スーパークレイジー極悪列伝」と称して、『エボラ・シンドローム～悪魔の殺人ウィルス～』『タクシーハンター』と共にヒューマントラストシネマ渋谷で劇場初公開された。主催側の自主規制で18禁となっている。
本作で主演を務めたアンソニー・ウォンは、1994年の香港電影金像奨（香港アカデミー賞）でアカデミー主演男優賞を受賞した。

## ストーリー
1986年、マカオ。大衆食堂・八仙飯店では店主のウォン・チーハン（黄　志恆）がレジ係の女性店員と2人で忙しく店を切り盛りしていた。
ある日、潮干狩り中の親子が海岸で切断された人の手足を発見した。マカオ警察は密航者がサメに襲われたものと考えていたが、手足が袋に包まれていたことから殺人事件として捜査を開始した。
ウォンは八仙飯店を売るために弁護士事務所を訪れていたが、前の店主の同意書がないためなかなか売れないままでいた。ある日の晩、新しく雇った料理人に麻雀のイカサマを目撃されたウォンは、閉店後にレードルで料理人を撲殺。遺体を解体し、骨はゴミ袋に包んで捨て、肉は叉焼包の具にして客に食べさせていた。
一方、警察では辛うじて指紋を採取し、身元を特定する。遺体の主は、八仙飯店を経営するチェンという男の妻の母親だった。時を同じくして、中国本土からマカオ警察に「八仙飯店を経営している兄一家が行方不明だから捜索してほしい」との手紙が何通も届いていた。相手にしていなかった警察は、八仙飯店に手掛かりがあると睨み、調査に乗り出す。
刑事たちは早速八仙飯店に向かい、ウォンに事情聴取を行う。ウォンは前店主のチェンから店を譲り受け、その後チェンが何をしているかは知らないと話す。レジ係の女性従業員は刑事に「本土から手紙が来る」と証言するが、ウォンは本土に住むいとこが自分宛に送ってきたものだと言う。情報を得られなかった刑事は手土産の叉焼包を持って本署に戻り、中身が人肉とは知らずに美味しそうに頬張る。その日の夜、店を辞めたいと切り出した女性従業員はウォンに強姦の末に殺害されてしまう。
調査を進めた警察は、店の所有者はチェンのままであり、またチェン家の子供たちが学校を休んだままであること、チェン一家がマカオから出国していないことを突き止める。再び八仙飯店を訪れた刑事たちから追及されたウォンはどうにか上手く切り抜けるが、ウォンに対する疑いは一層強まる。
この一件の後、ウォンは残されていたチェン一家のIDカードやパスポートを捨て、中国本土への逃亡を図るが、フェリーの出航直前にマカオ警察によって逮捕される。刑事たちは取り調べで殴る蹴るの暴行をウォンに加えるが、ウォンは頑なに容疑を否認、さらに、自分が殴られた痕をマスコミの前に見せ付けたことで警察は強い非難を浴びる。
警察は囚人が囚人に暴行されても問題にならないとして、チェンの弟が服役している刑務所にウォンを収監させた。警察の目論見通り、ウォンはチェンの弟や他の複数の囚人たちから凄惨な暴行を受けた。こうすることで、警察はウォンに強引に自白させようとするが、ウォンは手首を切った傷口から大動脈を噛み切って自殺を図る。搬送された先の病院でもウォンは黙秘を続け、刑事や看護師からの虐待は日増しにエスカレートしていった。警察は香港警察から、ウォンがかつて香港で殺人事件を犯し指名手配されていることを聞かされ、身柄の送還を要求されるが、あくまで八仙飯店一家の殺人容疑で起訴するため要求を拒んでいた。警察は最終手段としてウォンに覚醒剤を投与し、三日三晩眠らせずに無理やり自白に追い込んだことで、ようやくウォンは事件の全てを語った。その真相は凄惨なものだった。
麻雀で勝った金を清算するよう店主に求めたウォンは、イカサマであることを理由に支払いを拒否されて激昂し、店主の一家を割れた酒瓶や中華包丁で惨殺、さらに遺体を解体して捨てたというのだった。手足以外の遺体の行方を問い詰められたウォンは、叉焼包の具にして店で販売していたという衝撃の事実を告白する。人肉の叉焼包を食べさせられた刑事たちは嘔吐し、ウォンはそれを見て冷ややかに笑った。
その後、警察はウォンを起訴することを決定したが、ウォンは絶対に起訴はさせないと言い切る。そして、最期は寝床の中で、空き缶のプルトップで自ら手首を切り命を絶った。こうして凄惨な八仙飯店の事件は幕を閉じた。

## キャスト
- ウォン・チーハン/チャン・ジーリョ アンソニー・ウォン
- リー部長 ダニー・リー
- シン・フイウォン
- ラウ・スーミン
- アガウ パクマン・ウォン
- ロバート エリック・ケイ
- キングコング キングコング・ラム
- アボー エミリー・クァン

## 備考
作中には暴力・残酷描写が多数盛り込まれており、特に終盤の店主一家の殺害シーンでは、子供を惨殺する描写（子供の体を中華包丁で切り裂く等）があまりにも凄惨であったために、日本では映倫により劇場上映を「不許可」とされた。
この他にも、八仙飯店の従業員を殺害したり、ウォンが収監された刑務所で店主の弟たちから激しいリンチを受けたり、 自白を迫る刑事に凄惨な取り調べを受けるシーンがある。
一方で、これらの残虐描写に比べて、事件を捜査するマカオ警察は終始コメディタッチに描かれている。
物語を通して血生臭い暴力描写が大半を占める本作を、主演のアンソニー・ウォンは「大嫌いな作品」に挙げている。

## 日本での上映など
- 1994年 東京国際ファンタスティック映画祭
- 2006年 ハロウィン映画祭[1]（チネチッタ） ※『片腕カンフー対空とぶギロチン』『MAY -メイ-』『死霊の盆踊り』との4本立てオールナイト上映
- 2015年 スーパークレイジー極悪列伝と称し、『エボラ・シンドローム 悪魔の殺人ウィルス』『タクシーハンター』と共に東京、大阪、愛知、京都でロードショー上映[2]
- 2016年 大阪の布施ラインシネマにて、第4回布施えびすバル開催特別上映として、「食」映画特集上映の一作として上映[3]

## シリーズ
- 八仙飯店之人肉饅頭2（1998年）
- 八仙飯店之人肉饅頭3/エンド・オブ・マーダー（1999年）
- 新・八仙飯店之人肉饅頭（2000年)